# Dark Lotus
Dark Lotus es un supergrupo estadounidense de hip hop, formado en Detroit, Míchigan. El inicio profesional del grupo se remontan en 1999, cuando comenzaron una asociación con varios artistas de Psychopathic Records, incluyendo a Joseph Bruce y Joseph Utsler de Insane Clown Posse, Jamie Spaniolo y Paul Methric de Twiztid, y Chris Rouleau. Después de esto, se consolidaron como uno de los más destacados del sello underground.
Su estilo musical se ve particularmente influenciado por artistas como Eminem (a pesar de su rivalidad con ICP), 2pac, Kid Rock, Necro y Natas.

## Biografía
Dark Lotus comenzó su debut profesional en el sencillo «Echo Side», que más tarde sería lanzado en el álbum de 1999 de Insane Clown Posse The Amazing Jeckel Brothers. Más tarde se anunció el debut oficial del grupo, diciéndose que cada miembro "podría actuar como un pétalo del "loto" (lotus)." sacando el nombre de la banda, y que se incluirían un miembro más en la banda, ya que hasta entonces había cinco. Después de varios rumores sobre quién sería el sexto, se dijo que podría ser Esham, aunque se confirmó que sería un rapero underground llamado Marz.
Después de varias colaboraciones con artistas de Psychopathic Records, Dark Lotus lanza su álbum debut Tales from the Lotus Pod el 2001. Mike E. Clark fue contratado para producir el álbum, pero abandonó el proyecto después de producir cuatro canciones, continuando Fritz the Cat el resto del álbum.

## Discografía
- Tales from the Lotus Pod (2001)
- Black Rain (2004)
- The Opaque Brotherhood (2008)